# Edsel

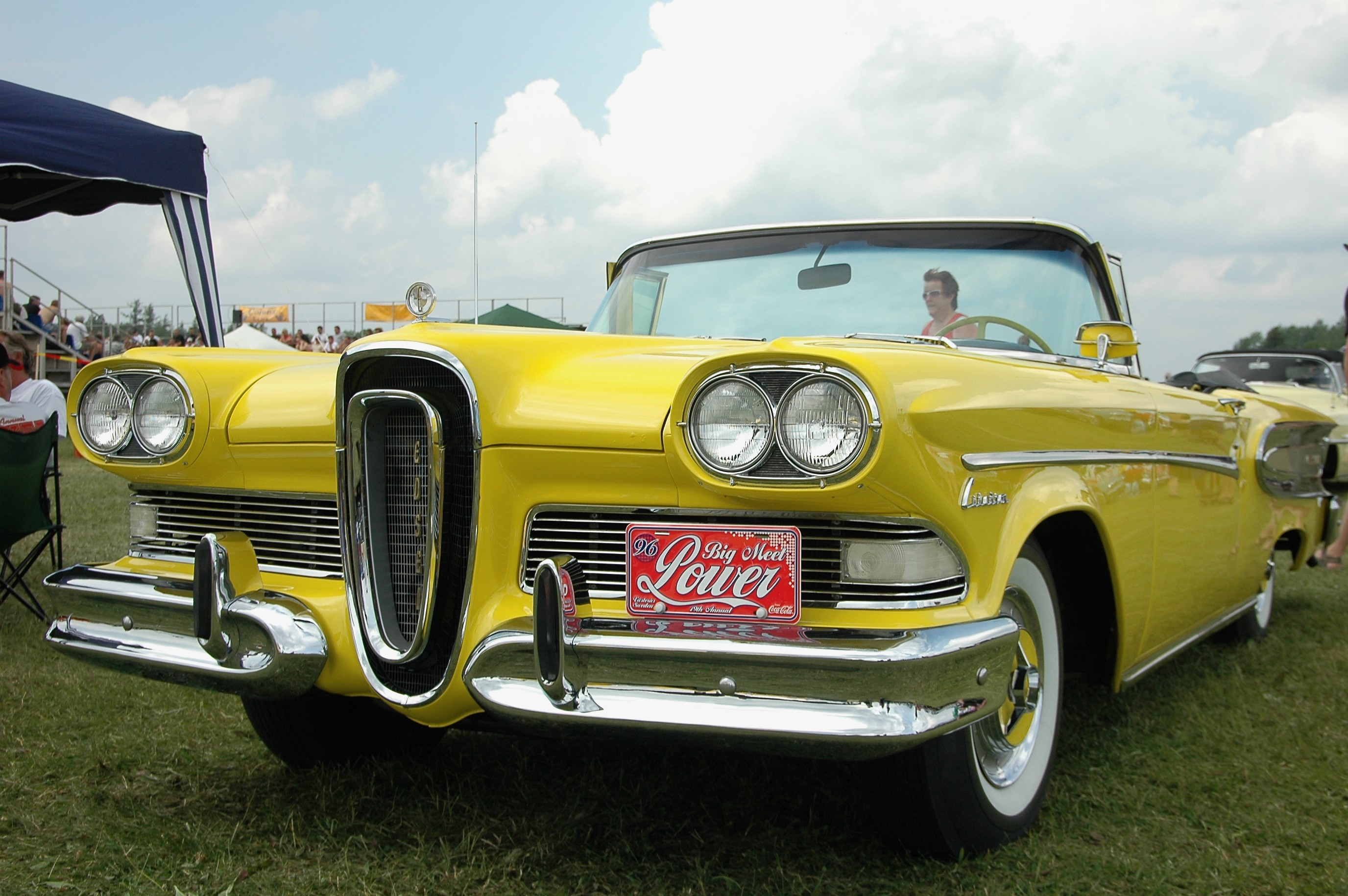
Una Edsel Corsair con il suo caratteristico frontale

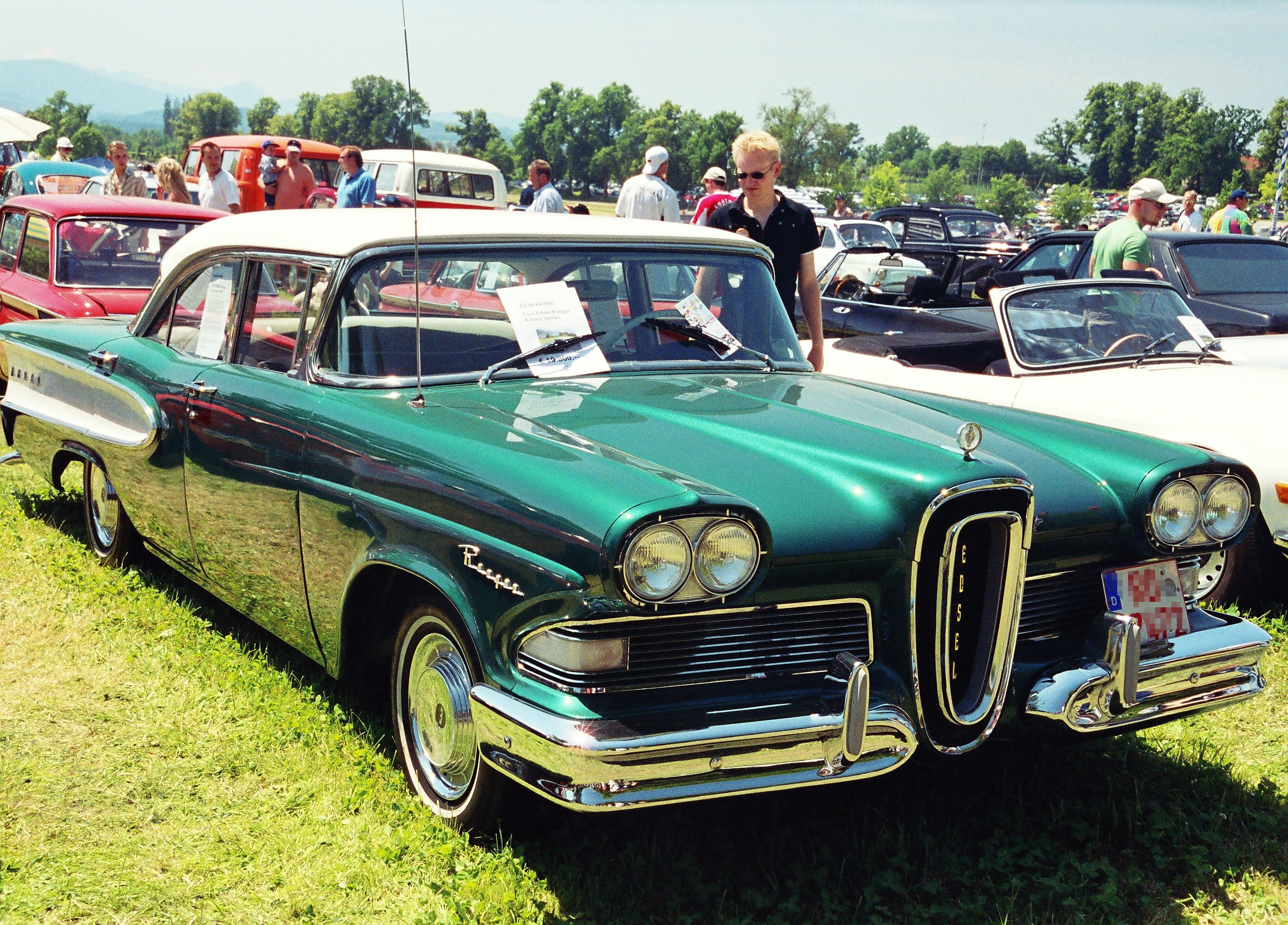
Una Edsel Ranger berlina (1958)

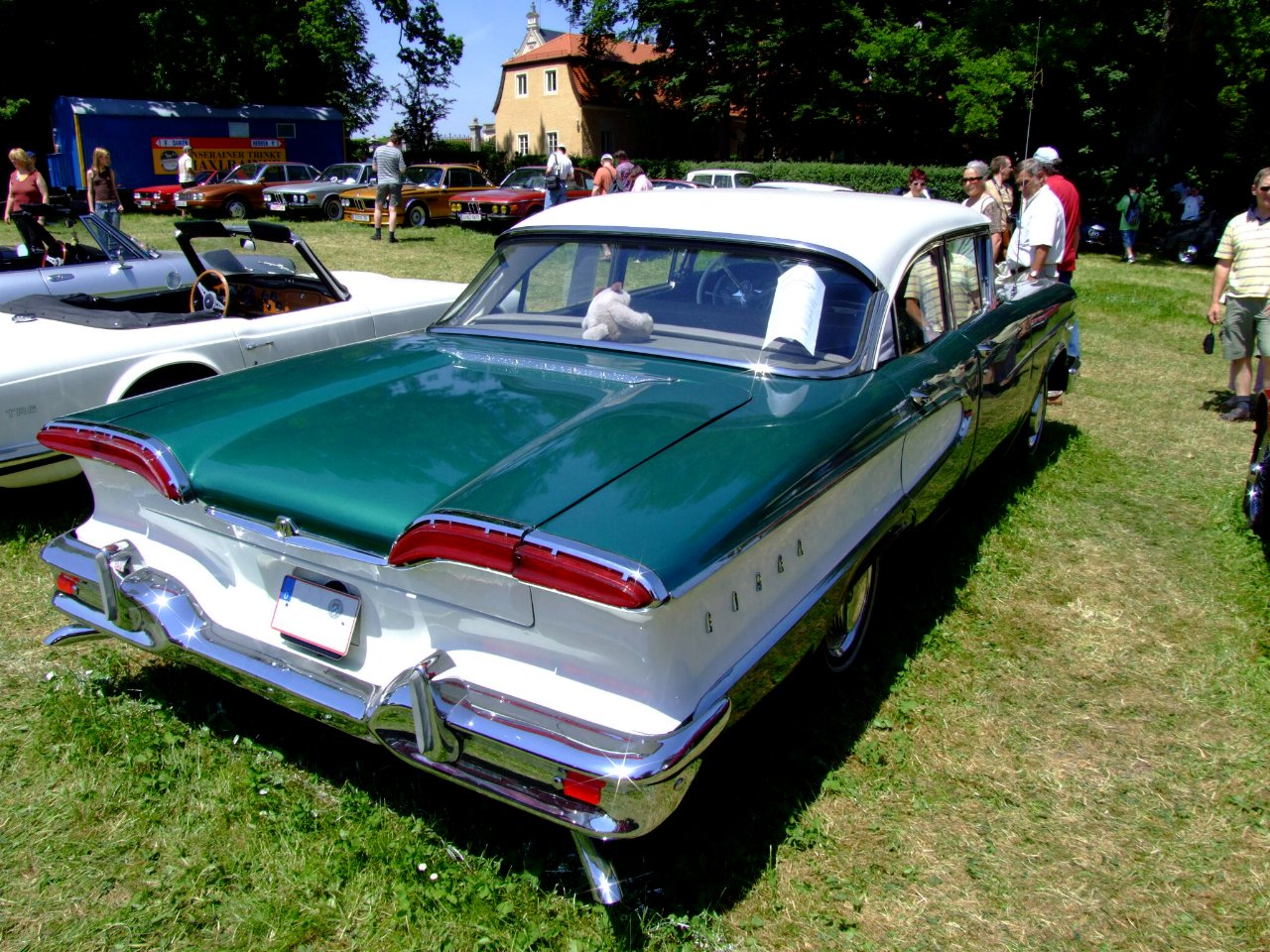
Vista posteriore di una Edsel Ranger berlina (1958)

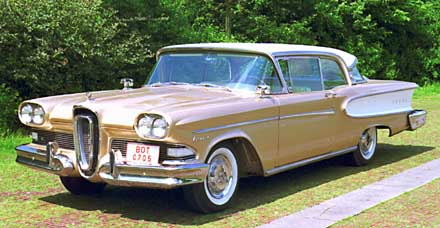
Edsel Corsair (1958)

Edsel è stato un marchio automobilistico appartenente al gruppo Ford che fu attivo dal 1957 al 1960.

## Il contesto
Nei primi anni cinquanta negli Stati Uniti ci fu una forte crescita economica. Da ciò conseguì, tra l'altro, la maggior propensione del pubblico all'acquisto di automobili relativamente grandi. Per quanto riguardava il gruppo Ford, esisteva un gap tra la gamma offerta con marchio Ford e quella con marchio Mercury, che era più lussuosa. Per questo motivo, la Ford lanciò la Edsel, cioè un nuovo marchio automobilistico che si posizionava in termini di caratteristiche e di prezzo tra i due marchi citati.

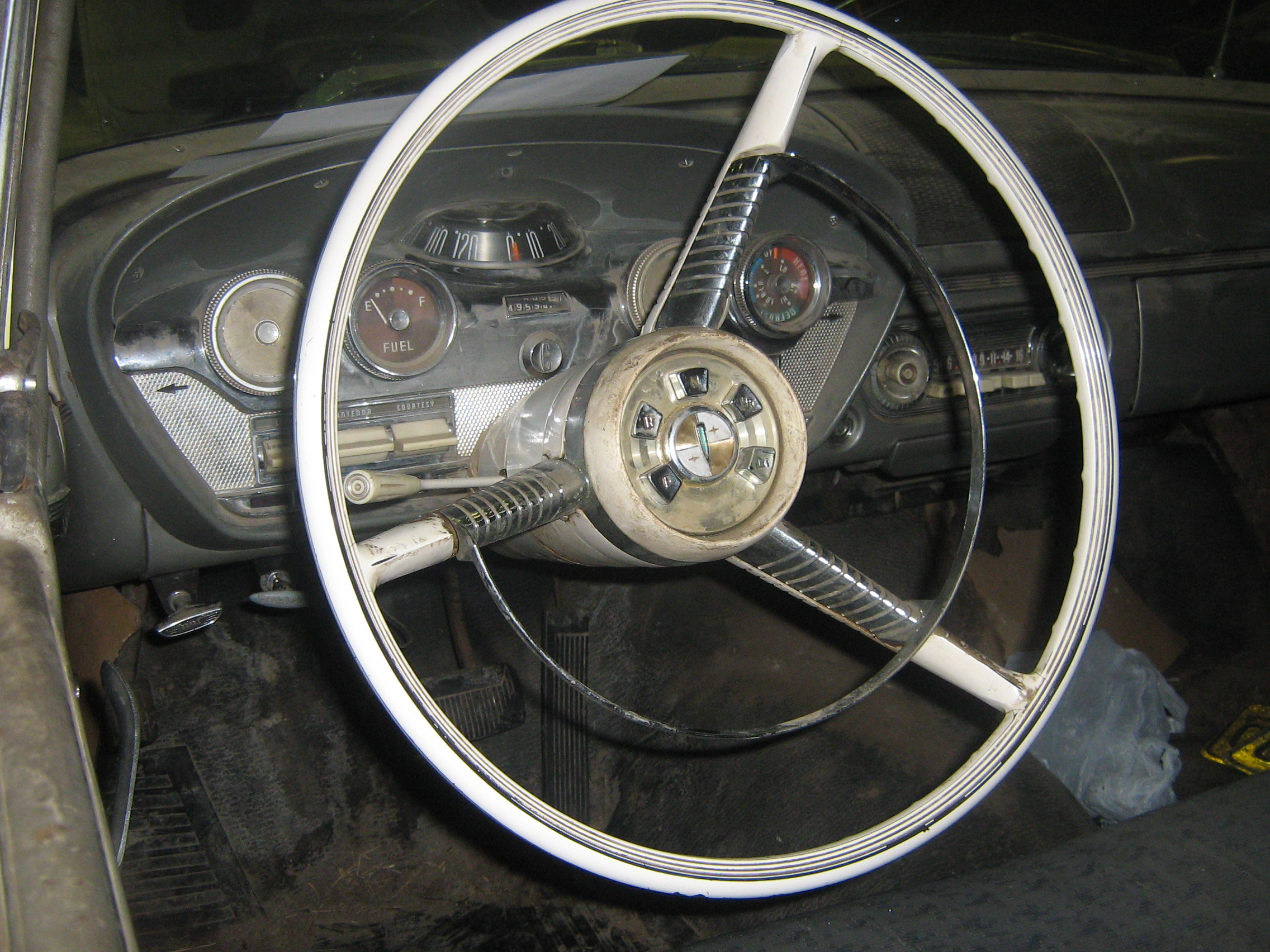
L'interno di una Edsel Ranger con in evidenza il tipico tachimetro a tamburo rotante

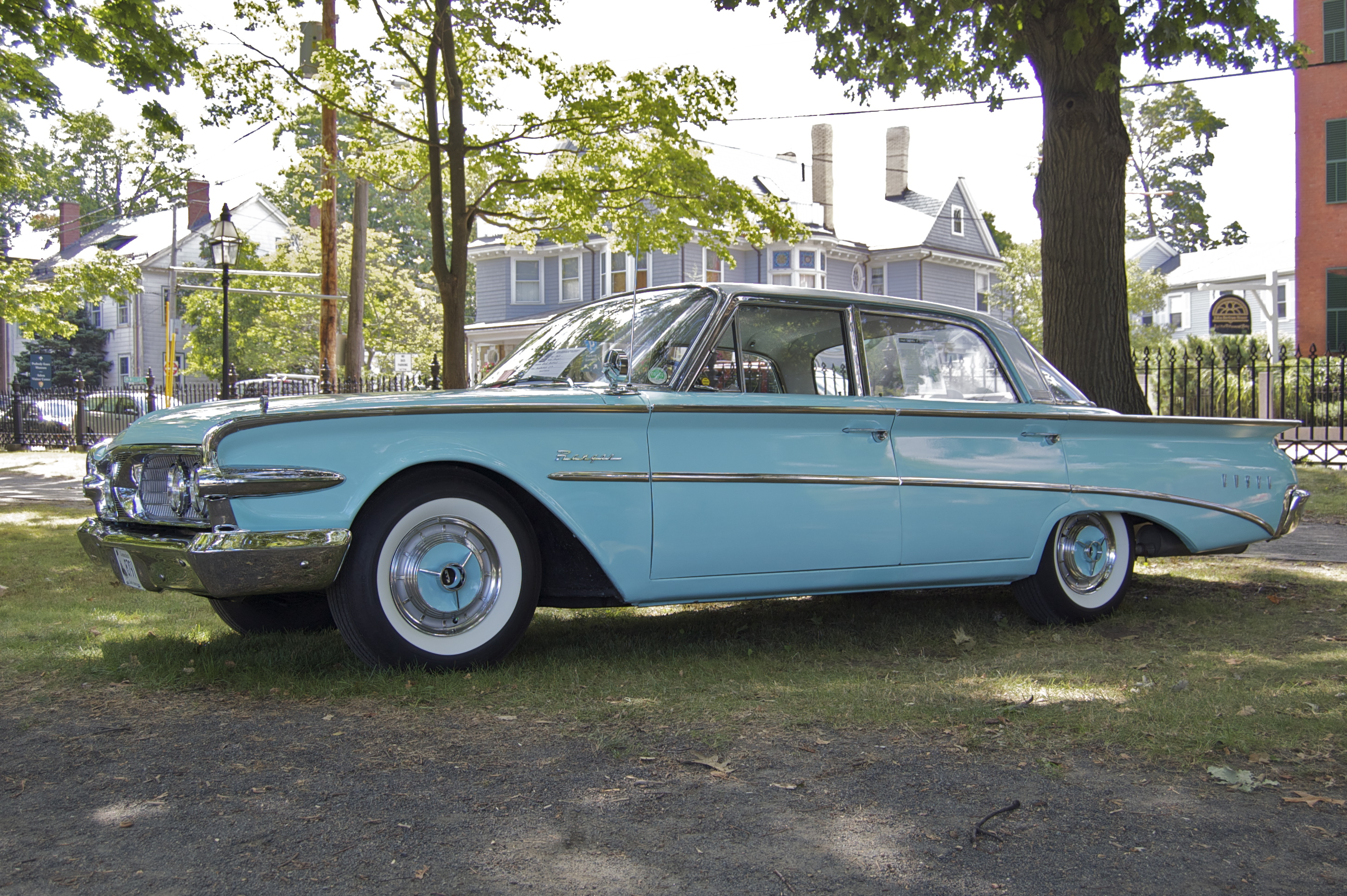
Una Edsel Ranger sedan del 1960, ultimo anno di produzione

## Storia
A questo nuovo progetto si oppose Robert McNamara, all'epoca dirigente della casa automobilistica di Detroit, il quale sosteneva che l'obiettivo si poteva raggiungere anche ampliando verso l'alto la gamma Ford. Nonostante questo, fu istituito un dipartimento e venne dato il via al progetto. Roy Brown venne incaricato di progettare le nuove vetture che sarebbero state vendute con il nuovo marchio, con la direttiva di concepire dei modelli che si sarebbero dovuti distinguere per il loro design. Il nome del nuovo marchio, Edsel, derivava dal padre del presidente Henry Ford II e figlio di Henry Ford, Edsel Ford, scomparso nel 1943.
Nell'ottica di massimizzare l'impatto del nuovo marchio tra i potenziali clienti, prima del lancio furono investite parecchie risorse nella campagna pubblicitaria. Per interessare il pubblico, furono anticipati molti dettagli delle nuove vetture, che vennero evidenziati successivamente da articoli di approfondimento. La produzione iniziò nel luglio 1957. Il 4 settembre dello stesso anno nacque ufficialmente, in seno alla Ford, il marchio Edsel. Il 13 ottobre 1957 venne organizzato un evento per la presentazione delle nuove vetture, che venne trasmesso dalla CBS ed a cui parteciparono Bing Crosby, Frank Sinatra e Louis Armstrong. L'impatto iniziale però non fu positivo: la delusione tra il pubblico fu grande, anche perché le auto mostrate avevano una tecnologia ordinaria.
In seguito, la curiosità portò tanti potenziali acquirenti nei concessionari, ma i contratti stipulati furono pochi. Infatti, la Ford aveva scelto per il lancio un periodo sbagliato: negli Stati Uniti era iniziata una recessione economica, ed il pubblico era indirizzato all'acquisto di modelli più economici. Inoltre, a causa della delusione che i nuovi modelli cagionarono, la stampa si scatenò in feroci critiche nei riguardi delle Edsel, coniando anche termini dispregiativi. In effetti, la calandra aveva un disegno molto particolare, dato che l'obiettivo dei progettisti era quello di dotare le nuove vetture di una parte anteriore molto peculiare che richiamasse i frontali in voga negli anni venti e trenta. La stampa ridicolizzò questo frontale, e la definizione più amichevole che venne coniata fu quella di "collare per cavalli"; altre definizioni furono "sedile del water" o "vagina".
Dopo la commercializzazione, sulle nuove vetture vennero riscontrati parecchi difetti, tra cui la rumorosità e la produzione di fumo del motore, la tenuta di strada e più in generale problemi alla meccanica. Negli stabilimenti, la produzione delle Edsel fu affiancata a quella delle altre vetture del gruppo causando problemi qualitativi. Oltre a questo, si verificò subito una penuria di pezzi di ricambio. Questi difetti persistenti portarono alla traduzione parodistica del nome "Edsel" in "Every Day Something Else Leaks", ovvero, in italiano, "ogni giorno perde qualcosa".
Già nel secondo anno di vendita (1958) il progetto fu ridimensionato, e la gamma di modelli offerti venne ridotto. Inoltre, per migliorare la qualità fu deciso di destinare alla produzione di Edsel uno stabilimento ad hoc. Nonostante questi sforzi, la situazione non cambiò e le vendite rimasero deludenti. Nel 1960 la produzione fu diminuita e la gamma offerta ulteriormente ridotta.
Nei primi mesi del 1960 la Ford decise di sopprimere il marchio Edsel, e quindi nello stesso anno uscirono dalle catene di montaggio gli ultimi esemplari. La Ford aveva previsto di vendere tra i 200.000 ed i 300.000 esemplari l'anno, ma nel periodo in cui il marchio Edsel fu attivo vennero assemblate solamente 110.847 vetture.
Le vetture Edsel sono molto ricercate dai collezionisti, anche per la fama che possiedono. All'inizio del XXI secolo ne sono sopravvissuti circa 6.000 esemplari.

## Modelli prodotti
- Edsel Bermuda (1958)
- Edsel Citation (1958)
- Edsel Corsair (1958-1959)
- Edsel Pacer (1958)
- Edsel Ranger (1958-1960)
- Edsel Roundup (1958)
- Edsel Villager (1958-1960)